# Liste der Olympiasieger im Eisschnelllauf

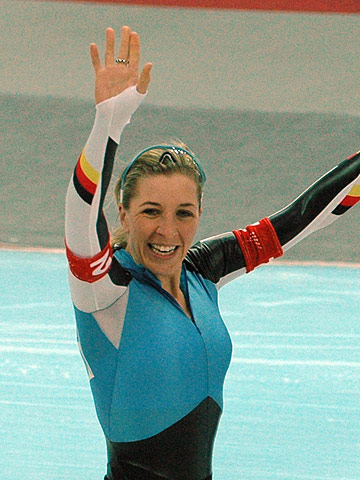
Anni Friesinger bei den Olympischen Spielen in Turin

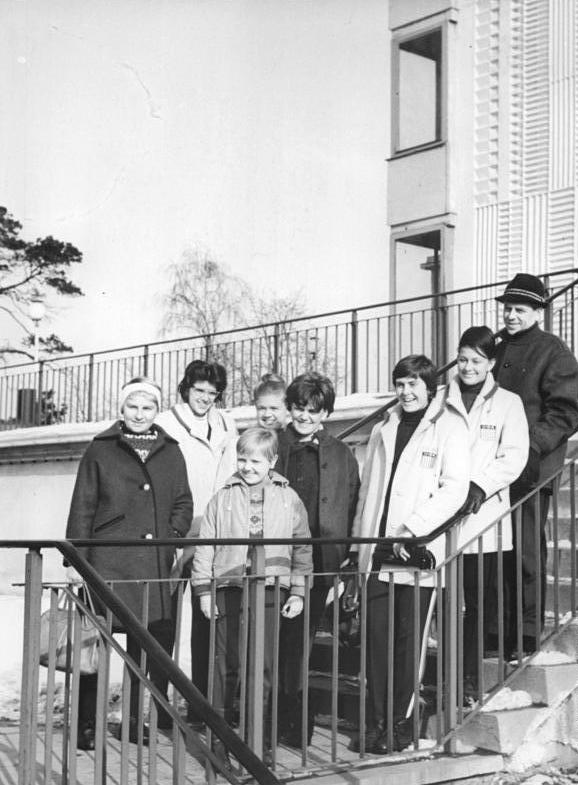
Jeanne Ashworth, Barbara Lockhart, Sylvia White, Helga Haase (DDR, mit Tochter Havor), Janice Smith, Marie Lawler und DDR-Trainer Helmut Haase 1964 im Rahmen der Weltcupveranstaltungen in Ost-Berlin

Die Liste der Olympiasieger im Eisschnelllauf listet alle Sieger sowie die Zweit- und Drittplatzierten der Eisschnelllauf-Wettbewerbe bei den Olympischen Winterspielen, gegliedert nach Männern und Frauen und den einzelnen Wettbewerben, auf. Im weiteren Teil werden alle olympischen Medaillengewinner, die mindestens eine Goldmedaille gewonnen haben, getrennt nach Männern und Frauen, aufgelistet. Den Abschluss bilden die einzelnen Nationenwertungen.

## Wettbewerbe

### Männer

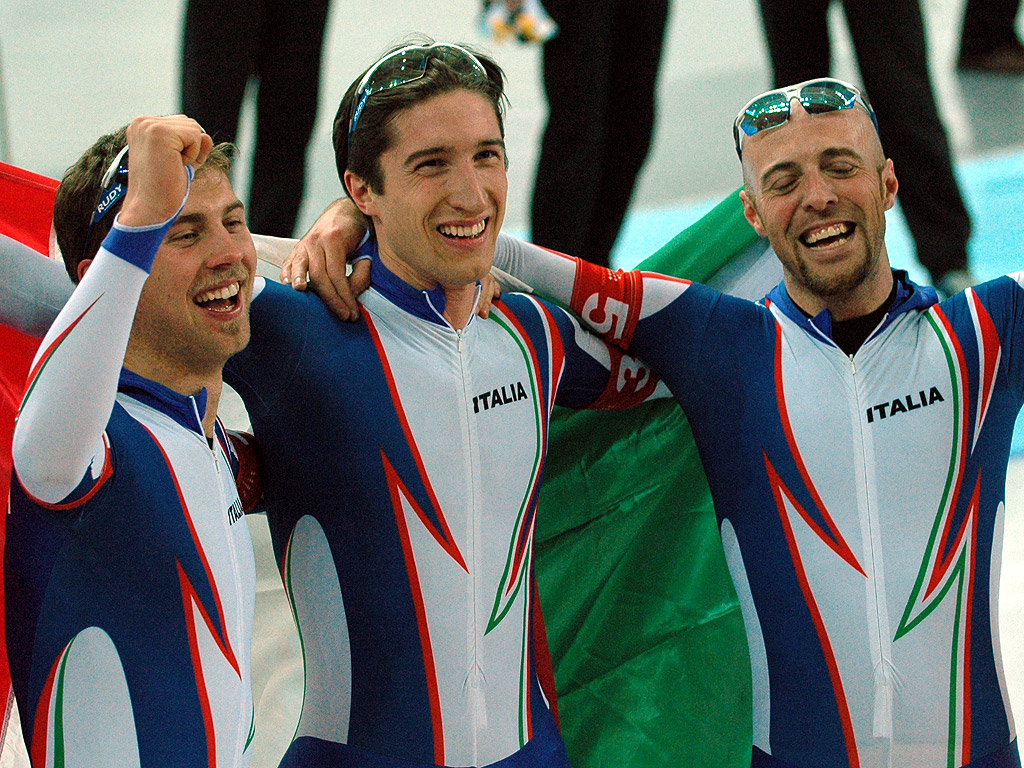
Sieger der ersten olympischen Team-Verfolgung: Anesi, Fabris und Sanfratello

Die Wettbewerbe im Eisschnelllauf umfassen seit den Olympischen Winterspielen von Turin bei den Männern folgende sechs Disziplinen:
- 500-Meter-Distanz seit den Spielen von 1924 mit 24 Wettbewerben.
- 1000-Meter-Distanz seit den Spielen von 1976 mit 13 Wettbewerben.
- 1500-Meter-Distanz seit den Spielen von 1924 mit 24 Wettbewerben.
- 5000-Meter-Distanz seit den Spielen von 1924 mit 24 Wettbewerben.
- 10.000-Meter-Distanz seit den Spielen von 1924 mit 23 Wettbewerben.
- Team-Verfolgung seit den Spielen von 2006 mit 5 Wettbewerben.
- Massenstart seit den Spielen von 2018 mit 2 Wettbewerben.
- Mehrkampf nur bei den Spielen von 1924 mit einem Wettbewerb.

Insgesamt wurden bisher 116 Goldmedaillen im Eisschnelllauf bei den Olympischen Winterspielen vergeben.

#### 500 Meter
| Olympia | Gold                        | Silber                                              | Bronze                                  |
| ------- | --------------------------- | --------------------------------------------------- | --------------------------------------- |
| 1924    | Charles Jewtraw             | Oskar Olsen                                         | Roald Larsen Clas Thunberg              |
| 1928    | Bernt Evensen Clas Thunberg |                                                     | John Farrell Jaakko Friman Roald Larsen |
| 1932    | Jack Shea                   | Bernt Evensen                                       | Alexander Hurd                          |
| 1936    | Ivar Ballangrud             | Georg Krog                                          | Leo Freisinger                          |
| 1948    | Finn Helgesen               | Kenneth Bartholomew Thomas Byberg Robert Fitzgerald |                                         |
| 1952    | Kenneth Henry               | Donald McDermott                                    | Gordon Audley Arne Johansen             |
| 1956    | Jewgeni Grischin            | Rafael Gratsch                                      | Alv Gjestvang                           |
| 1960    | Jewgeni Grischin            | Bill Disney                                         | Rafael Gratsch                          |
| 1964    | Richard McDermott           | Alv Gjestvang Jewgeni Grischin Wladimir Orlow       |                                         |
| 1968    | Erhard Keller               | Magne Thomassen Richard McDermott                   |                                         |
| 1972    | Erhard Keller               | Hasse Börjes                                        | Waleri Muratow                          |
| 1976    | Jewgeni Kulikow             | Waleri Muratow                                      | Dan Immerfall                           |
| 1980    | Eric Heiden                 | Jewgeni Kulikow                                     | Lieuwe de Boer                          |
| 1984    | Sergei Fokitschew           | Yoshihiro Kitazawa                                  | Gaétan Boucher                          |
| 1988    | Uwe-Jens Mey                | Jan Ykema                                           | Akira Kuroiwa                           |
| 1992    | Uwe-Jens Mey                | Toshiyuki Kuroiwa                                   | Junichi Inoue                           |
| 1994    | Alexander Golubew           | Sergei Klewtschenja                                 | Manabu Horii                            |
| 1998    | Hiroyasu Shimizu            | Jeremy Wotherspoon                                  | Kevin Overland                          |
| 2002    | Casey FitzRandolph          | Hiroyasu Shimizu                                    | Kip Carpenter                           |
| 2006    | Joey Cheek                  | Dmitri Dorofejew                                    | Lee Kang-seok                           |
| 2010    | Mo Tae-bum                  | Keiichirō Nagashima                                 | Jōji Katō                               |
| 2014    | Michel Mulder               | Jan Smeekens                                        | Ronald Mulder                           |
| 2018    | Håvard Holmefjord Lorentzen | Cha Min-kyu                                         | Gao Tingyu                              |
| 2022    | Gao Tingyu                  | Cha Min-kyu                                         | Wataru Morishige                        |

#### 1000 Meter
| Olympia | Gold             | Silber                      | Bronze                         |
| ------- | ---------------- | --------------------------- | ------------------------------ |
| 1976    | Peter Mueller    | Jørn Didriksen              | Waleri Muratow                 |
| 1980    | Eric Heiden      | Gaétan Boucher              | Wladimir Lobanow Frode Rønning |
| 1984    | Gaétan Boucher   | Sergei Chlebnikow           | Kai Arne Engelstad             |
| 1988    | Nikolai Guljajew | Uwe-Jens Mey                | Ihar Schaljasouski             |
| 1992    | Olaf Zinke       | Kim Yoon-man                | Yukinori Miyabe                |
| 1994    | Dan Jansen       | Ihar Schaljasouski          | Sergei Klewtschenja            |
| 1998    | Ids Postma       | Jan Bos                     | Hiroyasu Shimizu               |
| 2002    | Gerard van Velde | Jan Bos                     | Joey Cheek                     |
| 2006    | Shani Davis      | Joey Cheek                  | Erben Wennemars                |
| 2010    | Shani Davis      | Mo Tae-bum                  | Chad Hedrick                   |
| 2014    | Stefan Groothuis | Denny Morrison              | Michel Mulder                  |
| 2018    | Kjeld Nuis       | Håvard Holmefjord Lorentzen | Kim Tae-yun                    |
| 2022    | Thomas Krol      | Laurent Dubreuil            | Håvard Holmefjord Lorentzen    |

#### 1500 Meter
| Olympia | Gold                            | Silber                  | Bronze             |
| ------- | ------------------------------- | ----------------------- | ------------------ |
| 1924    | Clas Thunberg                   | Roald Larsen            | Sigurd Moen        |
| 1928    | Clas Thunberg                   | Bernt Evensen           | Ivar Ballangrud    |
| 1932    | Jack Shea                       | Alexander Hurd          | Willy Logan        |
| 1936    | Charles Mathiesen               | Ivar Ballangrud         | Birger Wasenius    |
| 1948    | Sverre Farstad                  | Åke Seyffarth           | Odd Lundberg       |
| 1952    | Hjalmar Andersen                | Willem van der Voort    | Roald Aas          |
| 1956    | Jewgeni Grischin Juri Michailow |                         | Toivo Salonen      |
| 1960    | Roald Aas Jewgeni Grischin      |                         | Boris Stenin       |
| 1964    | Ants Antson                     | Cornelis Verkerk        | Villy Haugen       |
| 1968    | Cornelis Verkerk                | Ivar Eriksen Ard Schenk |                    |
| 1972    | Ard Schenk                      | Roar Grønvold           | Göran Claeson      |
| 1976    | Jan Egil Storholt               | Juri Kondakow           | Hans van Helden    |
| 1980    | Eric Heiden                     | Kay Arne Stenshjemmet   | Terje Andersen     |
| 1984    | Gaétan Boucher                  | Sergei Chlebnikow       | Oleg Boschjew      |
| 1988    | André Hoffmann                  | Eric Flaim              | Michael Hadschieff |
| 1992    | Johann Olav Koss                | Ådne Søndrål            | Leo Visser         |
| 1994    | Johann Olav Koss                | Rintje Ritsma           | Falko Zandstra     |
| 1998    | Ådne Søndrål                    | Ids Postma              | Rintje Ritsma      |
| 2002    | Derek Parra                     | Jochem Uytdehaage       | Ådne Søndrål       |
| 2006    | Enrico Fabris                   | Shani Davis             | Chad Hedrick       |
| 2010    | Mark Tuitert                    | Shani Davis             | Håvard Bøkko       |
| 2014    | Zbigniew Bródka                 | Koen Verweij            | Denny Morrison     |
| 2018    | Kjeld Nuis                      | Patrick Roest           | Kim Min-seok       |
| 2022    | Kjeld Nuis                      | Thomas Krol             | Kim Min-seok       |

#### 5000 Meter
| Olympia | Gold                | Silber                | Bronze                |
| ------- | ------------------- | --------------------- | --------------------- |
| 1924    | Clas Thunberg       | Julius Skutnabb       | Roald Larsen          |
| 1928    | Ivar Ballangrud     | Julius Skutnabb       | Bernt Evensen         |
| 1932    | Irving Jaffee       | Eddie Murphy          | Willy Logan           |
| 1936    | Ivar Ballangrud     | Birger Wasenius       | Antero Ojala          |
| 1948    | Reidar Liaklev      | Odd Lundberg          | Göthe Hedlund         |
| 1952    | Hjalmar Andersen    | Cornelis Broekman     | Sverre Haugli         |
| 1956    | Boris Schilkow      | Sigvard Ericsson      | Oleg Gontscharenko    |
| 1960    | Wiktor Kossitschkin | Knut Johannesen       | Jan Pesman            |
| 1964    | Knut Johannesen     | Per Ivar Moe          | Fred Anton Maier      |
| 1968    | Fred Anton Maier    | Cornelis Verkerk      | Peter Nottet          |
| 1972    | Ard Schenk          | Roar Grønvold         | Sten Stensen          |
| 1976    | Sten Stensen        | Piet Kleine           | Hans van Helden       |
| 1980    | Eric Heiden         | Kay Arne Stenshjemmet | Tom Erik Oxholm       |
| 1984    | Tomas Gustafson     | Igor Malkow           | René Schöfisch        |
| 1988    | Tomas Gustafson     | Leo Visser            | Gerard Kemkers        |
| 1992    | Geir Karlstad       | Falko Zandstra        | Leo Visser            |
| 1994    | Johann Olav Koss    | Kjell Storelid        | Rintje Ritsma         |
| 1998    | Gianni Romme        | Rintje Ritsma         | Bart Veldkamp         |
| 2002    | Jochem Uytdehaage   | Derek Parra           | Jens Boden            |
| 2006    | Chad Hedrick        | Sven Kramer           | Enrico Fabris         |
| 2010    | Sven Kramer         | Lee Seung-hoon        | Iwan Skobrew          |
| 2014    | Sven Kramer         | Jan Blokhuijsen       | Jorrit Bergsma        |
| 2018    | Sven Kramer         | Ted-Jan Bloemen       | Sverre Lunde Pedersen |
| 2022    | Nils van der Poel   | Patrick Roest         | Hallgeir Engebråten   |

#### 10.000 Meter
| Olympia | Gold                                                 | Silber                                               | Bronze                                               |
| ------- | ---------------------------------------------------- | ---------------------------------------------------- | ---------------------------------------------------- |
| 1924    | Julius Skutnabb                                      | Clas Thunberg                                        | Roald Larsen                                         |
| 1928    | Wettkampf aufgrund von schlechtem Wetter abgebrochen | Wettkampf aufgrund von schlechtem Wetter abgebrochen | Wettkampf aufgrund von schlechtem Wetter abgebrochen |
| 1932    | Irving Jaffee                                        | Ivar Ballangrud                                      | Frank Stack                                          |
| 1936    | Ivar Ballangrud                                      | Birger Wasenius                                      | Max Stiepl                                           |
| 1948    | Åke Seyffarth                                        | Lassi Parkkinen                                      | Pentti Lammio                                        |
| 1952    | Hjalmar Andersen                                     | Cornelis Broekman                                    | Carl-Erik Asplund                                    |
| 1956    | Sigvard Ericsson                                     | Knut Johannesen                                      | Oleg Gontscharenko                                   |
| 1960    | Knut Johannesen                                      | Wiktor Kossitschkin                                  | Kjell Bäckman                                        |
| 1964    | Jonny Nilsson                                        | Fred Anton Maier                                     | Knut Johannesen                                      |
| 1968    | Johnny Höglin                                        | Fred Anton Maier                                     | Örjan Sandler                                        |
| 1972    | Ard Schenk                                           | Cornelis Verkerk                                     | Sten Stensen                                         |
| 1976    | Piet Kleine                                          | Sten Stensen                                         | Hans van Helden                                      |
| 1980    | Eric Heiden                                          | Piet Kleine                                          | Tom Erik Oxholm                                      |
| 1984    | Igor Malkow                                          | Tomas Gustafson                                      | René Schöfisch                                       |
| 1988    | Tomas Gustafson                                      | Michael Hadschieff                                   | Leo Visser                                           |
| 1992    | Bart Veldkamp                                        | Johann Olav Koss                                     | Geir Karlstad                                        |
| 1994    | Johann Olav Koss                                     | Kjell Storelid                                       | Bart Veldkamp                                        |
| 1998    | Gianni Romme                                         | Bob de Jong                                          | Rintje Ritsma                                        |
| 2002    | Jochem Uytdehaage                                    | Gianni Romme                                         | Lasse Sætre                                          |
| 2006    | Bob de Jong                                          | Chad Hedrick                                         | Carl Verheijen                                       |
| 2010    | Lee Seung-hoon                                       | Iwan Skobrew                                         | Bob de Jong                                          |
| 2014    | Jorrit Bergsma                                       | Sven Kramer                                          | Bob de Jong                                          |
| 2018    | Ted-Jan Bloemen                                      | Jorrit Bergsma                                       | Nicola Tumolero                                      |
| 2022    | Nils van der Poel                                    | Patrick Roest                                        | Davide Ghiotto                                       |

#### Massenstart
| Olympia | Gold           | Silber        | Bronze         |
| ------- | -------------- | ------------- | -------------- |
| 2018    | Lee Seung-hoon | Bart Swings   | Koen Verweij   |
| 2022    | Bart Swings    | Chung Jae-won | Lee Seung-hoon |

#### Team-Verfolgung
| Olympia | Gold                                                                              | Silber                                                                        | Bronze                                                                            |
| ------- | --------------------------------------------------------------------------------- | ----------------------------------------------------------------------------- | --------------------------------------------------------------------------------- |
| 2006    | Italien Matteo Anesi Stefano Donagrandi Enrico Fabris Ippolito Sanfratello        | Kanada Arne Dankers Steven Elm Denny Morrison Jason Parker Justin Warsylewicz | Niederlande Sven Kramer Rintje Ritsma Mark Tuitert Carl Verheijen Erben Wennemars |
| 2010    | Kanada Mathieu Giroux Lucas Makowsky Denny Morrison                               | Vereinigte Staaten Brian Hansen Chad Hedrick Jonathan Kuck                    | Niederlande Jan Blokhuijsen Sven Kramer Mark Tuitert                              |
| 2014    | Niederlande Jan Blokhuijsen Sven Kramer Koen Verweij                              | Südkorea Joo Hyong-jun Kim Cheol-min Lee Seung-hoon                           | Polen Zbigniew Bródka Konrad Niedźwiedzki Jan Szymański                           |
| 2018    | Norwegen Håvard Bøkko Simen Spieler Nilsen Sverre Lunde Pedersen Sindre Henriksen | Südkorea Lee Seung-hoon Chung Jae-won Kim Min-seok                            | Niederlande Patrick Roest Sven Kramer Jan Blokhuijsen Koen Verweij                |
| 2022    | Norwegen Hallgeir Engebråten Peder Kongshaug Sverre Lunde Pedersen                | ROC Daniil Aldoschkin Sergei Trofimow Ruslan Sacharow                         | Vereinigte Staaten Ethan Cepuran Casey Dawson Emery Lehman Joey Mantia            |

#### Mehrkampf
| Olympia | Gold          | Silber       | Bronze          |
| ------- | ------------- | ------------ | --------------- |
| 1924    | Clas Thunberg | Roald Larsen | Julius Skutnabb |

### Frauen

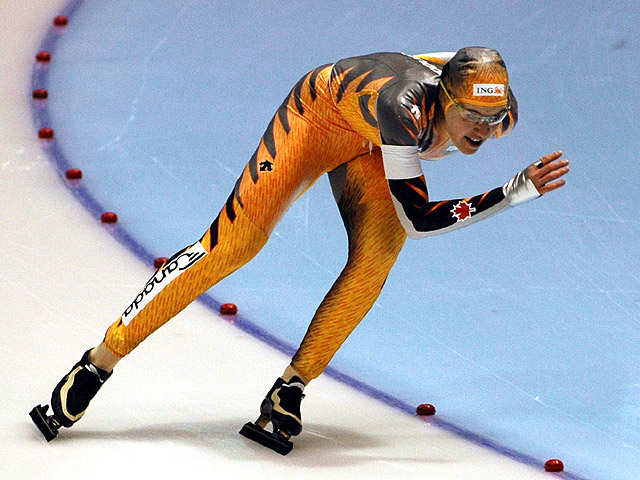
Olympiasiegerin von 2006 Clara Hughes auf dem Eis

Die Wettbewerbe im Eisschnelllauf umfassen seit den Olympischen Winterspielen von Turin bei den Frauen folgende sechs Disziplinen:
- 500-Meter-Distanz seit den Spielen von 1960 mit 17 Wettbewerben.
- 1000-Meter-Distanz seit den Spielen von 1960 mit 17 Wettbewerben.
- 1500-Meter-Distanz seit den Spielen von 1960 mit 17 Wettbewerben.
- 3000-Meter-Distanz seit den Spielen von 1960 mit 17 Wettbewerben.
- 5000-Meter-Distanz seit den Spielen von 1988 mit 10 Wettbewerben.
- Team-Verfolgung seit den Spielen von 2006 mit 5 Wettbewerben.
- Massenstart seit den Spielen von 2018 mit 2 Wettbewerben.

Insgesamt wurden bisher 85 Goldmedaillen im Eisschnelllauf bei den Olympischen Winterspielen vergeben.
(Ein Demonstrationswettkampf fand bei den Spielen von 1932 über die Distanzen von 500, 1000 und 1500 Metern statt. Bei den Demonstrationswettbewerben wurden keine Medaillen vergeben.)

#### 500 Meter
| Olympia | Gold                 | Silber                              | Bronze             |
| ------- | -------------------- | ----------------------------------- | ------------------ |
| 1932    | Jean Wilson          | Elizabeth Dubois                    | Kit Klein          |
| 1960    | Helga Haase          | Natalja Dontschenko                 | Jeanne Ashworth    |
| 1964    | Lidija Skoblikowa    | Irina Jegorowa                      | Tatjana Sidorowa   |
| 1968    | Ljudmila Titowa      | Jenny Fish Dianne Holum Mary Meyers |                    |
| 1972    | Anne Henning         | Wera Krasnowa                       | Ljudmila Titowa    |
| 1976    | Sheila Young         | Cathy Priestner                     | Tatjana Awerina    |
| 1980    | Karin Enke           | Leah Poulos                         | Natalja Petrusjowa |
| 1984    | Christa Rothenburger | Karin Enke                          | Natalja Schiwe     |
| 1988    | Bonnie Blair         | Christa Rothenburger                | Karin Enke         |
| 1992    | Bonnie Blair         | Ye Qiaobo                           | Christa Luding     |
| 1994    | Bonnie Blair         | Susan Auch                          | Franziska Schenk   |
| 1998    | Catriona LeMay Doan  | Susan Auch                          | Tomomi Okazaki     |
| 2002    | Catriona LeMay Doan  | Monique Garbrecht-Enfeldt           | Sabine Völker      |
| 2006    | Swetlana Schurowa    | Wang Manli                          | Ren Hui            |
| 2010    | Lee Sang-hwa         | Jenny Wolf                          | Wang Beixing       |
| 2014    | Lee Sang-hwa         | Olga Fatkulina                      | Margot Boer        |
| 2018    | Nao Kodaira          | Lee Sang-hwa                        | Karolína Erbanová  |
| 2022    | Erin Jackson         | Miho Takagi                         | Angelina Golikowa  |

#### 1000 Meter
| Olympia | Gold                 | Silber               | Bronze              |
| ------- | -------------------- | -------------------- | ------------------- |
| 1932    | Elizabeth Dubois     | Hattie Donaldson     | Dorothy Franey      |
| 1960    | Klara Gussewa        | Helga Haase          | Tamara Rylowa       |
| 1964    | Lidija Skoblikowa    | Irina Jegorowa       | Kaija Mustonen      |
| 1968    | Carolina Geijssen    | Ljudmila Titowa      | Dianne Holum        |
| 1972    | Monika Pflug         | Atje Keulen-Deelstra | Anne Henning        |
| 1976    | Tatjana Awerina      | Leah Poulos          | Sheila Young        |
| 1980    | Natalja Petrusjowa   | Leah Poulos          | Sylvia Albrecht     |
| 1984    | Karin Enke           | Andrea Schöne        | Natalja Petrusjowa  |
| 1988    | Christa Rothenburger | Karin Enke           | Bonnie Blair        |
| 1992    | Bonnie Blair         | Ye Qiaobo            | Monique Garbrecht   |
| 1994    | Bonnie Blair         | Anke Baier           | Ye Qiaobo           |
| 1998    | Marianne Timmer      | Chris Witty          | Catriona LeMay Doan |
| 2002    | Chris Witty          | Sabine Völker        | Jennifer Rodriguez  |
| 2006    | Marianne Timmer      | Cindy Klassen        | Anni Friesinger     |
| 2010    | Christine Nesbitt    | Annette Gerritsen    | Laurine van Riessen |
| 2014    | Zhang Hong           | Ireen Wüst           | Margot Boer         |
| 2018    | Jorien ter Mors      | Nao Kodaira          | Miho Takagi         |
| 2022    | Miho Takagi          | Jutta Leerdam        | Brittany Bowe       |

#### 1500 Meter
| Olympia | Gold               | Silber                   | Bronze                |
| ------- | ------------------ | ------------------------ | --------------------- |
| 1932    | Kit Klein          | Jean Wilson              | Helen Bina            |
| 1960    | Lidija Skoblikowa  | Elwira Seroczyńska       | Helena Pilejczyk      |
| 1964    | Lidija Skoblikowa  | Kaija Mustonen           | Albertina Kolokolzewa |
| 1968    | Kaija Mustonen     | Carolina Geijssen        | Christina Kaiser      |
| 1972    | Dianne Holum       | Christina Baas-Kaiser    | Atje Keulen-Deelstra  |
| 1976    | Galina Stepanskaja | Sheila Young             | Tatjana Awerina       |
| 1980    | Annie Borckink     | Ria Visser               | Sabine Becker         |
| 1984    | Karin Enke         | Andrea Schöne            | Natalja Petrusjowa    |
| 1988    | Yvonne van Gennip  | Karin Enke               | Andrea Ehrig          |
| 1992    | Jacqueline Börner  | Gunda Niemann            | Seiko Hashimoto       |
| 1994    | Emese Hunyady      | Swetlana Fedotkina       | Gunda Niemann         |
| 1998    | Marianne Timmer    | Gunda Niemann-Stirnemann | Chris Witty           |
| 2002    | Anni Friesinger    | Sabine Völker            | Jennifer Rodriguez    |
| 2006    | Cindy Klassen      | Kristina Groves          | Ireen Wüst            |
| 2010    | Ireen Wüst         | Kristina Groves          | Martina Sáblíková     |
| 2014    | Jorien ter Mors    | Ireen Wüst               | Lotte van Beek        |
| 2018    | Ireen Wüst         | Miho Takagi              | Marrit Leenstra       |
| 2022    | Ireen Wüst         | Miho Takagi              | Antoinette de Jong    |

#### 3000 Meter
| Olympia | Gold                     | Silber                        | Bronze               |
| ------- | ------------------------ | ----------------------------- | -------------------- |
| 1960    | Lidija Skoblikowa        | Walentina Stenina             | Eevi Huttunen        |
| 1964    | Lidija Skoblikowa        | Han Pil-hwa Walentina Stenina |                      |
| 1968    | Johanna Schut            | Kaija Mustonen                | Christina Kaiser     |
| 1972    | Christina Baas-Kaiser    | Dianne Holum                  | Atje Keulen-Deelstra |
| 1976    | Tatjana Awerina          | Andrea Mitscherlich           | Lisbeth Korsmo       |
| 1980    | Bjørg Eva Jensen         | Sabine Becker                 | Elisabeth Heiden     |
| 1984    | Andrea Schöne            | Karin Enke                    | Gabi Schönbrunn      |
| 1988    | Yvonne van Gennip        | Andrea Ehrig                  | Gabi Schönbrunn      |
| 1992    | Gunda Niemann            | Heike Warnicke                | Emese Hunyady        |
| 1994    | Swetlana Baschanowa      | Emese Hunyady                 | Claudia Pechstein    |
| 1998    | Gunda Niemann-Stirnemann | Claudia Pechstein             | Anni Friesinger      |
| 2002    | Claudia Pechstein        | Renate Groenewold             | Cindy Klassen        |
| 2006    | Ireen Wüst               | Renate Groenewold             | Cindy Klassen        |
| 2010    | Martina Sáblíková        | Stephanie Beckert             | Kristina Groves      |
| 2014    | Ireen Wüst               | Martina Sáblíková             | Olga Graf            |
| 2018    | Carlijn Achtereekte      | Ireen Wüst                    | Antoinette de Jong   |
| 2022    | Irene Schouten           | Francesca Lollobrigida        | Isabelle Weidemann   |

#### 5000 Meter
| Olympia | Gold              | Silber                   | Bronze               |
| ------- | ----------------- | ------------------------ | -------------------- |
| 1988    | Yvonne van Gennip | Andrea Ehrig             | Gabi Schönbrunn      |
| 1992    | Gunda Niemann     | Heike Warnicke           | Claudia Pechstein    |
| 1994    | Claudia Pechstein | Gunda Niemann            | Hiromi Yamamoto      |
| 1998    | Claudia Pechstein | Gunda Niemann-Stirnemann | Ljudmila Prokaschowa |
| 2002    | Claudia Pechstein | Gretha Smit              | Clara Hughes         |
| 2006    | Clara Hughes      | Claudia Pechstein        | Cindy Klassen        |
| 2010    | Martina Sáblíková | Stephanie Beckert        | Clara Hughes         |
| 2014    | Martina Sáblíková | Ireen Wüst               | Carien Kleibeuker    |
| 2018    | Esmee Visser      | Martina Sáblíková        | Natalja Woronina     |
| 2022    | Irene Schouten    | Isabelle Weidemann       | Martina Sáblíková    |

#### Massenstart
| Olympia | Gold           | Silber         | Bronze                 |
| ------- | -------------- | -------------- | ---------------------- |
| 2018    | Nana Takagi    | Kim Bo-reum    | Irene Schouten         |
| 2022    | Irene Schouten | Ivanie Blondin | Francesca Lollobrigida |

#### Team-Verfolgung
| Olympia | Gold                                                                                             | Silber                                                                              | Bronze |
| ------- | ------------------------------------------------------------------------------------------------ | ----------------------------------------------------------------------------------- | --- |
| 2006    | Deutschland Daniela Anschütz-Thoms Anni Friesinger Lucille Opitz Claudia Pechstein Sabine Völker | Kanada Kristina Groves Clara Hughes Cindy Klassen Christine Nesbitt Shannon Rempel  | Russland Jekaterina Abramowa Warwara Baryschewa Galina Lichatschowa Jekaterina Lobyschewa Swetlana Wyssokowa |
| 2010    | Deutschland Daniela Anschütz-Thoms Anni Friesinger-Postma Stephanie Beckert Katrin Mattscherodt  | Japan Masako Hozumi Nao Kodaira Maki Tabata                                         | Polen Katarzyna Bachleda-Curuś Katarzyna Woźniak Luiza Złotkowska                                            |
| 2014    | Niederlande Marrit Leenstra Jorien ter Mors Ireen Wüst Lotte van Beek                            | Polen Katarzyna Bachleda-Curuś Katarzyna Woźniak Luiza Złotkowska Natalia Czerwonka | Russland Olga Graf Jekaterina Lobyschewa Julija Skokowa Jekaterina Schichowa                                 |
| 2018    | Japan Miho Takagi Ayano Satō Nana Takagi Ayaka Kikuchi                                           | Niederlande Marrit Leenstra Ireen Wüst Antoinette de Jong Lotte van Beek            | Vereinigte Staaten Heather Bergsma Brittany Bowe Mia Manganello Carlijn Schoutens                            |
| 2022    | Kanada Ivanie Blondin Valérie Maltais Isabelle Weidemann                                         | Japan Miho Takagi Ayano Satō Nana Takagi                                            | Niederlande Antoinette de Jong Marijke Groenewoud Irene Schouten Ireen Wüst                                  |

## Medaillengewinner
Stand: 11. Januar 2023
- Platzierung: Reihenfolge der Athleten. Diese wird durch die Anzahl der Goldmedaillen bestimmt. Bei gleicher Anzahl werden die Silbermedaillen verglichen, danach die Bronzemedaillen.
- Name: Namen des Athleten.
- Land: Das Land, für das der Athlet startete. Bei einem Wechsel der Nationalität wird das Land genannt, für das der Athlet die letzte Medaille erzielte.
- Von: Das Jahr, in dem der Athlet die erste Medaille gewonnen hat.
- Bis: Das Jahr, in dem der Athlet die letzte Medaille gewonnen hat.
- Gold: Anzahl der gewonnenen Goldmedaillen.
- Silber: Anzahl der gewonnenen Silbermedaillen.
- Bronze: Anzahl der gewonnenen Bronzemedaillen.
- Gesamt: Anzahl aller gewonnenen Medaillen.

### Top 10
| Platz | Name              | Land               | von  | bis  | Gold | Silber | Bronze | Gesamt |
| ----- | ----------------- | ------------------ | ---- | ---- | ---- | ------ | ------ | ------ |
| 1.    | Ireen Wüst        | Niederlande        | 2006 | 2022 | 6    | 5      | 2      | 13     |
| 2.    | Lidija Skoblikowa | Sowjetunion        | 1960 | 1964 | 6    | –      | –      | 6      |
| 3.    | Claudia Pechstein | Deutschland        | 1992 | 2006 | 5    | 2      | 2      | 9      |
| 4.    | Clas Thunberg     | Finnland           | 1924 | 1928 | 5    | 1      | 1      | 7      |
| 5.    | Bonnie Blair      | Vereinigte Staaten | 1988 | 1994 | 5    | –      | 1      | 6      |
| 6.    | Eric Heiden       | Vereinigte Staaten | 1980 | 1980 | 5    | –      | –      | 5      |
| 7.    | Sven Kramer       | Niederlande        | 2006 | 2018 | 4    | 2      | 3      | 9      |
| 8.    | Ivar Ballangrud   | Norwegen           | 1928 | 1936 | 4    | 2      | 1      | 7      |
| 9.    | Jewgeni Grischin  | Sowjetunion        | 1956 | 1964 | 4    | 1      | –      | 5      |
| 9.    | Johann Olav Koss  | Norwegen           | 1992 | 1994 | 4    | 1      | –      | 5      |

### Männer
| Platz | Name                        | Land                            | Von  | Bis  | Gold | Silber | Bronze | Gesamt |
| ----- | --------------------------- | ------------------------------- | ---- | ---- | ---- | ------ | ------ | ------ |
| 01.   | Clas Thunberg               | Finnland                        | 1924 | 1928 | 5    | 1      | 1      | 7      |
| 02.   | Eric Heiden                 | Vereinigte Staaten              | 1980 | 1980 | 5    | –      | –      | 5      |
| 03.   | Sven Kramer                 | Niederlande                     | 2006 | 2018 | 4    | 2      | 3      | 9      |
| 04.   | Ivar Ballangrud             | Norwegen                        | 1928 | 1936 | 4    | 2      | 1      | 7      |
| 05.   | Jewgeni Grischin            | Sowjetunion                     | 1956 | 1964 | 4    | 1      | –      | 5      |
| 05.   | Johann Olav Koss            | Norwegen                        | 1992 | 1994 | 4    | 1      | –      | 5      |
| 07.   | Tomas Gustafson             | Schweden                        | 1984 | 1988 | 3    | 1      | –      | 4      |
| 07.   | Ard Schenk                  | Niederlande                     | 1968 | 1972 | 3    | 1      | –      | 4      |
| 09.   | Hjalmar Andersen            | Norwegen                        | 1952 | 1952 | 3    | –      | –      | 3      |
| 09.   | Kjeld Nuis                  | Niederlande                     | 2018 | 2022 | 3    | –      | –      | 3      |
| 11.   | Lee Seung-hoon              | Südkorea                        | 2010 | 2022 | 2    | 3      | 1      | 5      |
| 12.   | Knut Johannesen             | Norwegen                        | 1956 | 1964 | 2    | 2      | 1      | 5      |
| 13.   | Shani Davis                 | Vereinigte Staaten              | 2006 | 2010 | 2    | 2      | –      | 4      |
| 14.   | Gaétan Boucher              | Kanada                          | 1980 | 1984 | 2    | 1      | 1      | 4      |
| 15.   | Uwe-Jens Mey                | Deutschland                     | 1988 | 1992 | 2    | 1      | –      | 3      |
| 15.   | Gianni Romme                | Niederlande                     | 1998 | 2002 | 2    | 1      | –      | 3      |
| 15.   | Jochem Uytdehaage           | Niederlande                     | 2002 | 2002 | 2    | 1      | –      | 3      |
| 18.   | Enrico Fabris               | Italien                         | 2006 | 2006 | 2    | –      | 1      | 3      |
| 18.   | Sverre Lunde Pedersen       | Norwegen                        | 2018 | 2022 | 2    | –      | 1      | 3      |
| 20.   | Irving Jaffee               | Vereinigte Staaten              | 1932 | 1932 | 2    | –      | –      | 2      |
| 20.   | Erhard Keller               | BR Deutschland                  | 1968 | 1972 | 2    | –      | –      | 2      |
| 20.   | Jack Shea                   | Vereinigte Staaten              | 1932 | 1932 | 2    | –      | –      | 2      |
| 20.   | Nils van der Poel           | Schweden                        | 2022 | 2022 | 2    | –      | –      | 2      |
| 24.   | Cornelis Verkerk            | Niederlande                     | 1964 | 1972 | 1    | 3      | –      | 4      |
| 25.   | Chad Hedrick                | Vereinigte Staaten              | 2006 | 2010 | 1    | 2      | 2      | 5      |
| 26.   | Bernt Evensen               | Norwegen                        | 1928 | 1932 | 1    | 2      | 1      | 4      |
| 26.   | Fred Anton Maier            | Norwegen                        | 1964 | 1968 | 1    | 2      | 1      | 4      |
| 26.   | Denny Morrison              | Kanada                          | 2006 | 2014 | 1    | 2      | 1      | 4      |
| 26.   | Julius Skutnabb             | Finnland                        | 1924 | 1928 | 1    | 2      | 1      | 4      |
| 30.   | Piet Kleine                 | Niederlande                     | 1976 | 1980 | 1    | 2      | –      | 3      |
| 31.   | Jan Blokhuijsen             | Niederlande                     | 2010 | 2018 | 1    | 1      | 2      | 4      |
| 31.   | Bob de Jong                 | Niederlande                     | 1998 | 2014 | 1    | 1      | 2      | 4      |
| 31.   | Sten Stensen                | Norwegen                        | 1972 | 1976 | 1    | 1      | 2      | 4      |
| 31.   | Koen Verweij                | Niederlande                     | 2014 | 2018 | 1    | 1      | 2      | 4      |
| 35.   | Jorrit Bergsma              | Niederlande                     | 2014 | 2018 | 1    | 1      | 1      | 3      |
| 35.   | Joey Cheek                  | Vereinigte Staaten              | 2002 | 2006 | 1    | 1      | 1      | 3      |
| 35.   | Håvard Holmefjord Lorentzen | Norwegen                        | 2018 | 2022 | 1    | 1      | 1      | 3      |
| 35.   | Hiroyasu Shimizu            | Japan                           | 1998 | 2002 | 1    | 1      | 1      | 3      |
| 35.   | Ådne Søndrål                | Norwegen                        | 1992 | 2002 | 1    | 1      | 1      | 3      |
| 40.   | Ted-Jan Bloemen             | Kanada                          | 2018 | 2018 | 1    | 1      | –      | 2      |
| 40.   | Sigvard Ericsson            | Schweden                        | 1956 | 1956 | 1    | 1      | –      | 2      |
| 40.   | Thomas Krol                 | Niederlande                     | 2022 | 2022 | 1    | 1      | –      | 2      |
| 40.   | Wiktor Kossitschkin         | Sowjetunion                     | 1960 | 1960 | 1    | 1      | –      | 2      |
| 40.   | Jewgeni Kulikow             | Sowjetunion                     | 1976 | 1980 | 1    | 1      | –      | 2      |
| 40.   | Igor Malkow                 | Sowjetunion                     | 1984 | 1984 | 1    | 1      | –      | 2      |
| 40.   | Richard McDermott           | Vereinigte Staaten              | 1964 | 1968 | 1    | 1      | –      | 2      |
| 40.   | Mo Tae-bum                  | Südkorea                        | 2010 | 2010 | 1    | 1      | –      | 2      |
| 40.   | Derek Parra                 | Vereinigte Staaten              | 2002 | 2002 | 1    | 1      | –      | 2      |
| 40.   | Ids Postma                  | Niederlande                     | 1998 | 1998 | 1    | 1      | –      | 2      |
| 40.   | Åke Seyffarth               | Schweden                        | 1948 | 1948 | 1    | 1      | –      | 2      |
| 40.   | Bart Swings                 | Belgien                         | 2018 | 2022 | 1    | 1      | –      | 2      |
| 52.   | Mark Tuitert                | Niederlande                     | 2006 | 2010 | 1    | –      | 2      | 3      |
| 52.   | Bart Veldkamp               | Belgien                         | 1992 | 1998 | 1    | –      | 2      | 3      |
| 54.   | Roald Aas                   | Norwegen                        | 1952 | 1960 | 1    | –      | 1      | 2      |
| 54.   | Zbigniew Bródka             | Polen                           | 2014 | 2014 | 1    | –      | 1      | 2      |
| 54.   | Håvard Bøkko                | Norwegen                        | 2010 | 2018 | 1    | –      | 1      | 2      |
| 54.   | Hallgeir Engebråten         | Norwegen                        | 2022 | 2022 | 1    | –      | 1      | 2      |
| 54.   | Gao Tingyu                  | Volksrepublik China             | 2018 | 2022 | 1    | –      | 1      | 2      |
| 54.   | Geir Karlstad               | Norwegen                        | 1992 | 1992 | 1    | –      | 1      | 2      |
| 54.   | Michel Mulder               | Niederlande                     | 2014 | 2014 | 1    | –      | 1      | 2      |
| 61.   | Matteo Anesi                | Italien                         | 2006 | 2006 | 1    | –      | –      | 1      |
| 61.   | Ants Antson                 | Sowjetunion                     | 1964 | 1964 | 1    | –      | –      | 1      |
| 61.   | Stefano Donagrandi          | Italien                         | 2006 | 2006 | 1    | –      | –      | 1      |
| 61.   | Sverre Farstad              | Norwegen                        | 1948 | 1948 | 1    | –      | –      | 1      |
| 61.   | Casey FitzRandolph          | Vereinigte Staaten              | 2002 | 2002 | 1    | –      | –      | 1      |
| 61.   | Sergei Fokitschew           | Sowjetunion                     | 1984 | 1984 | 1    | –      | –      | 1      |
| 61.   | Mathieu Giroux              | Kanada                          | 2010 | 2010 | 1    | –      | –      | 1      |
| 61.   | Alexander Golubew           | Russland                        | 1994 | 1994 | 1    | –      | –      | 1      |
| 61.   | Stefan Groothuis            | Niederlande                     | 2014 | 2014 | 1    | –      | –      | 1      |
| 61.   | Nikolai Guljajew            | Sowjetunion                     | 1988 | 1988 | 1    | –      | –      | 1      |
| 61.   | Finn Helgesen               | Norwegen                        | 1948 | 1948 | 1    | –      | –      | 1      |
| 61.   | Sindre Henriksen            | Norwegen                        | 2018 | 2018 | 1    | –      | –      | 1      |
| 61.   | Kenneth Henry               | Vereinigte Staaten              | 1952 | 1952 | 1    | –      | –      | 1      |
| 61.   | André Hoffmann              | Deutsche Demokratische Republik | 1988 | 1988 | 1    | –      | –      | 1      |
| 61.   | Johnny Höglin               | Schweden                        | 1968 | 1968 | 1    | –      | –      | 1      |
| 61.   | Dan Jansen                  | Vereinigte Staaten              | 1994 | 1994 | 1    | –      | –      | 1      |
| 61.   | Charles Jewtraw             | Vereinigte Staaten              | 1924 | 1924 | 1    | –      | –      | 1      |
| 61.   | Peder Kongshaug             | Norwegen                        | 2022 | 2022 | 1    | –      | –      | 1      |
| 61.   | Reidar Liaklev              | Norwegen                        | 1948 | 1948 | 1    | –      | –      | 1      |
| 61.   | Lucas Makowsky              | Kanada                          | 2010 | 2010 | 1    | –      | –      | 1      |
| 61.   | Charles Mathiesen           | Norwegen                        | 1936 | 1936 | 1    | –      | –      | 1      |
| 61.   | Juri Michailow              | Sowjetunion                     | 1956 | 1956 | 1    | –      | –      | 1      |
| 61.   | Peter Mueller               | Vereinigte Staaten              | 1976 | 1976 | 1    | –      | –      | 1      |
| 61.   | Simen Spieler Nilsen        | Norwegen                        | 2018 | 2018 | 1    | –      | –      | 1      |
| 61.   | Jonny Nilsson               | Schweden                        | 1964 | 1964 | 1    | –      | –      | 1      |
| 61.   | Ippolito Sanfratello        | Italien                         | 2006 | 2006 | 1    | –      | –      | 1      |
| 61.   | Boris Schilkow              | Sowjetunion                     | 1956 | 1956 | 1    | –      | –      | 1      |
| 61.   | Jan Egil Storholt           | Norwegen                        | 1976 | 1976 | 1    | –      | –      | 1      |
| 61.   | Gerard van Velde            | Niederlande                     | 2002 | 2002 | 1    | –      | –      | 1      |
| 61.   | Olaf Zinke                  | Deutschland                     | 1992 | 1992 | 1    | –      | –      | 1      |

### Frauen
| Platz | Name                        | Land                            | Von  | Bis  | Gold | Silber | Bronze | Gesamt |
| ----- | --------------------------- | ------------------------------- | ---- | ---- | ---- | ------ | ------ | ------ |
| 01.   | Ireen Wüst                  | Niederlande                     | 2006 | 2022 | 6    | 5      | 2      | 13     |
| 02.   | Lidija Skoblikowa           | Sowjetunion                     | 1960 | 1964 | 6    | –      | –      | 6      |
| 03.   | Claudia Pechstein           | Deutschland                     | 1992 | 2006 | 5    | 2      | 2      | 9      |
| 04.   | Bonnie Blair                | Vereinigte Staaten              | 1988 | 1994 | 5    | –      | 1      | 6      |
| 05.   | Karin Enke                  | Deutsche Demokratische Republik | 1980 | 1988 | 3    | 4      | 1      | 8      |
| 05.   | Gunda Niemann-Stirnemann    | Deutschland                     | 1992 | 1998 | 3    | 4      | 1      | 8      |
| 07.   | Martina Sáblíková           | Tschechien                      | 2010 | 2022 | 3    | 2      | 2      | 7      |
| 08.   | Anni Friesinger             | Deutschland                     | 1998 | 2010 | 3    | –      | 2      | 5      |
| 08.   | Irene Schouten              | Niederlande                     | 2018 | 2022 | 3    | –      | 2      | 5      |
| 10.   | Yvonne van Gennip           | Niederlande                     | 1988 | 1988 | 3    | –      | –      | 3      |
| 10.   | Jorien ter Mors             | Niederlande                     | 2014 | 2018 | 3    | –      | –      | 3      |
| 10.   | Marianne Timmer             | Niederlande                     | 1998 | 2006 | 3    | –      | –      | 3      |
| 13.   | Miho Takagi                 | Japan                           | 2018 | 2022 | 2    | 4      | 1      | 7      |
| 14.   | Christa Luding-Rothenburger | Deutschland                     | 1984 | 1992 | 2    | 1      | 1      | 4      |
| 15.   | Lee Sang-hwa                | Südkorea                        | 2010 | 2018 | 2    | 1      | –      | 3      |
| 15.   | Nana Takagi                 | Japan                           | 2018 | 2022 | 2    | 1      | –      | 3      |
| 17.   | Tatjana Awerina             | Sowjetunion                     | 1976 | 1976 | 2    | –      | 2      | 4      |
| 18.   | Catriona LeMay Doan         | Kanada                          | 1988 | 1994 | 2    | –      | 1      | 3      |
| 19.   | Daniela Anschütz-Thoms      | Deutschland                     | 2006 | 2010 | 2    | –      | –      | 2      |
| 20.   | Andrea Ehrig-Mitscherlich   | Deutsche Demokratische Republik | 1976 | 1988 | 1    | 5      | 1      | 7      |
| 21.   | Cindy Klassen               | Kanada                          | 2002 | 2006 | 1    | 2      | 3      | 6      |
| 22.   | Dianne Holum                | Vereinigte Staaten              | 1968 | 1972 | 1    | 2      | 1      | 4      |
| 22.   | Kaija Mustonen              | Finnland                        | 1964 | 1968 | 1    | 2      | 1      | 4      |
| 22.   | Sabine Völker               | Deutschland                     | 2002 | 2006 | 1    | 2      | 1      | 4      |
| 25.   | Stephanie Beckert           | Deutschland                     | 2010 | 2010 | 1    | 2      | –      | 3      |
| 25.   | Nao Kodaira                 | Japan                           | 2010 | 2018 | 1    | 2      | –      | 3      |
| 27.   | Christina Baas-Kaiser       | Niederlande                     | 1968 | 1972 | 1    | 1      | 2      | 4      |
| 27.   | Clara Hughes                | Kanada                          | 2002 | 2010 | 1    | 1      | 2      | 4      |
| 29.   | Emese Hunyady               | Österreich                      | 1992 | 1994 | 1    | 1      | 1      | 3      |
| 29.   | Marrit Leenstra             | Niederlande                     | 2014 | 2018 | 1    | 1      | 1      | 3      |
| 29.   | Ljudmila Titowa             | Sowjetunion                     | 1968 | 1972 | 1    | 1      | 1      | 3      |
| 29.   | Lotte van Beek              | Niederlande                     | 2014 | 2018 | 1    | 1      | 1      | 3      |
| 29.   | Isabelle Weidemann          | Kanada                          | 2022 | 2022 | 1    | 1      | 1      | 3      |
| 29.   | Chris Witty                 | Vereinigte Staaten              | 1998 | 2002 | 1    | 1      | 1      | 3      |
| 29.   | Sheila Young                | Vereinigte Staaten              | 1976 | 1976 | 1    | 1      | 1      | 3      |
| 36.   | Ivanie Blondin              | Kanada                          | 2022 | 2022 | 1    | 1      | –      | 2      |
| 36.   | Carolina Geijssen           | Niederlande                     | 1968 | 1968 | 1    | 1      | –      | 2      |
| 36.   | Helga Haase                 | Deutsche Demokratische Republik | 1960 | 1960 | 1    | 1      | –      | 2      |
| 36.   | Christine Nesbitt           | Kanada                          | 2006 | 2010 | 1    | 1      | –      | 2      |
| 36.   | Ayano Satō                  | Japan                           | 2018 | 2022 | 1    | 1      | –      | 2      |
| 41.   | Natalja Petrusjowa          | Sowjetunion                     | 1980 | 1984 | 1    | –      | 3      | 4      |
| 42.   | Anne Henning                | Vereinigte Staaten              | 1972 | 1972 | 1    | –      | 1      | 2      |
| 43.   | Carlijn Achtereekte         | Niederlande                     | 2018 | 2018 | 1    | –      | –      | 1      |
| 43.   | Swetlana Baschanowa         | Russland                        | 1994 | 1994 | 1    | –      | –      | 1      |
| 43.   | Annie Borckink              | Niederlande                     | 1980 | 1980 | 1    | –      | –      | 1      |
| 43.   | Jacqueline Börner           | Deutschland                     | 1992 | 1992 | 1    | –      | –      | 1      |
| 43.   | Klara Gussewa               | Sowjetunion                     | 1960 | 1960 | 1    | –      | –      | 1      |
| 43.   | Erin Jackson                | Vereinigte Staaten              | 2022 | 2022 | 1    | –      | –      | 1      |
| 43.   | Bjørg Eva Jensen            | Norwegen                        | 1980 | 1980 | 1    | –      | –      | 1      |
| 43.   | Ayaka Kikuchi               | Japan                           | 2018 | 2018 | 1    | –      | –      | 1      |
| 43.   | Katrin Mattscherodt         | Deutschland                     | 2010 | 2010 | 1    | –      | –      | 1      |
| 43.   | Valérie Maltais             | Kanada                          | 2022 | 2022 | 1    | –      | –      | 1      |
| 43.   | Lucille Opitz               | Deutschland                     | 2006 | 2006 | 1    | –      | –      | 1      |
| 43.   | Monika Pflug                | BR Deutschland                  | 1972 | 1972 | 1    | –      | –      | 1      |
| 43.   | Swetlana Schurowa           | Russland                        | 2006 | 2006 | 1    | –      | –      | 1      |
| 43.   | Johanna Schut               | Niederlande                     | 1968 | 1968 | 1    | –      | –      | 1      |
| 43.   | Galina Stepanskaja          | Sowjetunion                     | 1976 | 1976 | 1    | –      | –      | 1      |
| 43.   | Esmee Visser                | Niederlande                     | 2018 | 2018 | 1    | –      | –      | 1      |
| 43.   | Zhang Hong                  | Volksrepublik China             | 2014 | 2014 | 1    | –      | –      | 1      |

## Nationenwertungen
Stand: 11. Januar 2023

### Gesamt
| Platz | Land                                                                       | Gold       | Silber      | Bronze     | Gesamt      |
| ----- | -------------------------------------------------------------------------- | ---------- | ----------- | ---------- | ----------- |
| 1.    | Niederlande                                                                | 48         | 44          | 41         | 133         |
| 2.    | Vereinigte Staaten                                                         | 30         | 22          | 19         | 71          |
| 3.    | Norwegen                                                                   | 28         | 29          | 30         | 87          |
| 4.    | Deutschland (inkl. Deutsche Demokratische Republik) (inkl. BR Deutschland) | 25 (9) (3) | 28 (13) (0) | 19 (9) (0) | 72 (31) (3) |
| 5.    | Sowjetunion                                                                | 24         | 17          | 19         | 60          |
| 6.    | Kanada                                                                     | 10         | 16          | 16         | 42          |
| 7.    | Schweden                                                                   | 9          | 4           | 5          | 18          |
| 8.    | Finnland                                                                   | 7          | 8           | 9          | 24          |
| 9.    | Japan                                                                      | 5          | 10          | 11         | 26          |
| 9.    | Südkorea                                                                   | 5          | 10          | 5          | 20          |
| 11.   | Russland (inkl. Olympische Athleten aus Russland bzw. ROC)                 | 3 (0)      | 6 (1)       | 7 (2)      | 16 (3)      |
| 12.   | Tschechien                                                                 | 3          | 2           | 3          | 8           |
| 13.   | Volksrepublik China                                                        | 2          | 3           | 4          | 9           |
| 14.   | Italien                                                                    | 2          | 1           | 4          | 7           |
| 15.   | Polen                                                                      | 1          | 2           | 3          | 6           |
| 15.   | Österreich                                                                 | 1          | 2           | 3          | 6           |
| 17.   | Belgien                                                                    | 1          | 1           | 1          | 3           |
| 18.   | Nordkorea                                                                  | –          | 1           | –          | 1           |
| 18.   | Belarus                                                                    | –          | 1           | –          | 1           |
| 20.   | Kasachstan                                                                 | –          | –           | 1          | 1           |

### Männer
| Platz | Land                                                                       | Gold  | Silber    | Bronze    | Gesamt     |
| ----- | -------------------------------------------------------------------------- | ----- | --------- | --------- | ---------- |
| 1.    | Norwegen                                                                   | 27    | 29        | 29        | 85         |
| 2.    | Niederlande                                                                | 25    | 30        | 26        | 81         |
| 3.    | Vereinigte Staaten                                                         | 20    | 13        | 8         | 41         |
| 4.    | Sowjetunion                                                                | 12    | 10        | 9         | 31         |
| 5.    | Schweden                                                                   | 9     | 4         | 5         | 18         |
| 6.    | Finnland                                                                   | 6     | 6         | 7         | 19         |
| 7.    | Deutschland (inkl. Deutsche Demokratische Republik) (inkl. BR Deutschland) | 6 (2) | 1 (1) (0) | 3 (2) (0) | 10 (5) (2) |
| 8.    | Kanada                                                                     | 4     | 7         | 8         | 19         |
| 9.    | Südkorea                                                                   | 3     | 8         | 5         | 16         |
| 10.   | Italien                                                                    | 2     | –         | 3         | 5          |
| 11.   | Japan                                                                      | 1     | 4         | 7         | 12         |
| 12.   | Russland (inkl. ROC)                                                       | 1 (0) | 4 (1)     | 2 (0)     | 7 (1)      |
| 13.   | Belgien                                                                    | 1     | 1         | 1         | 3          |
| 14.   | Polen                                                                      | 1     | –         | 1         | 2          |
| 14.   | Volksrepublik China                                                        | 1     | –         | 1         | 2          |
| 16.   | Österreich                                                                 | –     | 1         | 2         | 3          |
| 17.   | Belarus                                                                    | –     | 1         | –         | 1          |

### Frauen
| Platz | Land                                                                       | Gold       | Silber      | Bronze     | Gesamt      |
| ----- | -------------------------------------------------------------------------- | ---------- | ----------- | ---------- | ----------- |
| 1.    | Niederlande                                                                | 23         | 14          | 15         | 52          |
| 2.    | Deutschland (inkl. Deutsche Demokratische Republik) (inkl. BR Deutschland) | 19 (7) (1) | 27 (12) (0) | 16 (7) (0) | 62 (26) (1) |
| 3.    | Sowjetunion                                                                | 12         | 7           | 10         | 29          |
| 4.    | Vereinigte Staaten                                                         | 10         | 9           | 11         | 30          |
| 5.    | Kanada                                                                     | 6          | 9           | 8          | 23          |
| 6.    | Japan                                                                      | 4          | 6           | 4          | 14          |
| 7.    | Tschechien                                                                 | 3          | 2           | 3          | 8           |
| 8.    | Russland (inkl. Olympische Athleten aus Russland)                          | 2 (0)      | 2 (0)       | 5 (2)      | 9 (2)       |
| 9.    | Südkorea                                                                   | 2          | 2           | –          | 4           |
| 10.   | Volksrepublik China                                                        | 1          | 3           | 3          | 7           |
| 11.   | Finnland                                                                   | 1          | 2           | 2          | 5           |
| 12.   | Österreich                                                                 | 1          | 1           | 1          | 3           |
| 13.   | Norwegen                                                                   | 1          | –           | 1          | 2           |
| 14.   | Polen                                                                      | –          | 2           | 2          | 4           |
| 15.   | Italien                                                                    | –          | 1           | 1          | 2           |
| 16.   | Nordkorea                                                                  | –          | 1           | –          | 1           |
| 17.   | Kasachstan                                                                 | –          | –           | 1          | 1           |